# Design Your Universe
Design Your Universe — четвёртый студийный альбом голландской симфоник-метал-группы Epica, выпущенный 16 октября 2009 года. Этот альбом продолжает сагу A New Age Dawns, которая началась с Consign to Oblivion.

## История создания
Группа приступила к записи в Gate Studio (Вольфсбург) Германия, 2 марта 2009.
Предыдущий альбом группы, The Divine Conspiracy, имеет концепцию с мыслью о том, что Бог создал множество религий, и даровал человеку мозг дабы понять, что они все одинаковые. Этот альбом имеет дело с силой мысли и фантазии, как Марк Янсен заявил:

«Название альбома, Design Your Universe, происходит в связи с новыми научными открытиями в квантовой физике. Которые доказывают, что все мы связаны друг с другом на субатомном уровне. Кроме того, они(открытия) показывают, что мы можем создавать или, по крайней мере, влиять на материю с помощью наших мыслей… очень интересный факт. Потому что это меняет для нас всё, всё наше мировоззрение рушится, как только мы принимаем эти факты и пытаемся интегрировать их в нашу жизнь. Таким образом, это и стало названием нового альбома.»

Тони Какко, фронтмен Sonata Arctica, сказал в интервью газете Lagrosseradio: «Я буду петь на следующем альбоме Epica. Я буду в дуэте с Симоной».
Какко представлен в песне «White Waters».
Песня «Resign to Surrender», была опубликована на главной странице сайта группы 23 сентября 2009.
Видео на песню «Unleashed» появилось на странице группы в Myspace 25 сентября 2009. Точные даты сингла не были опубликованы.

## Design Your Universe World Tour
После выхода Design Your Universe Epica отправились в мировое турне в поддержку альбома. Они были приглашены на летние концерты и фестивали, а осенью-зимой 2010 года они вернулись в США и Канаду.

## Список композиций
| №   | Название                                               | Текст песни | Музыка                                             | Примечания                        | Длительность |
| --- | ------------------------------------------------------ | ----------- | -------------------------------------------------- | --------------------------------- | ------------ |
| 1.  | «Samadhi» (~ Prelude ~)                                | Марк Янсен  | Янсен                                              |                                   | 1:27         |
| 2.  | «Resign to Surrender» (~ A New Age Dawns — part IV ~)  | Янсен       | Янсен, Джек Дриессен, Симона Симонс, Исак Делахайе | Featured on JamLegend.            | 6:19         |
| 3.  | «Unleashed»                                            | Симонс      | Coen Janssen, Янсен, Делахайе                      |                                   | 5:48         |
| 4.  | «Martyr of the Free Word»                              | Янсен       | Арин Ван Весенбек, Янссен, Янсен, Делахайе         |                                   | 5:03         |
| 5.  | «Our Destiny»                                          | Янсен       | Янсен, Ван Весенбек, Ив Хутс , Симонс, Делахайе    |                                   | 6:00         |
| 6.  | «Kingdom of Heaven» (~ A New Age Dawns — Part V ~)     | Янсен       | Янсен, Делахайе                                    |                                   | 13:35        |
| 7.  | «The Price of Freedom» (~ Interlude ~)                 | —           | Янссен                                             |                                   | 1:14         |
| 8.  | «Burn to a Cinder»                                     | Симонс      | Янссен, Янсен, Делахайе, Симонс                    |                                   | 5:41         |
| 9.  | «Tides of Time»                                        | Симонс      | Янссен                                             |                                   | 5:34         |
| 10. | «Deconstruct»                                          | Симонс      | Хутс, Янсен                                        |                                   | 4:14         |
| 11. | «Semblance of Liberty»                                 | Янсен       | Янсен, Делахайе                                    |                                   | 5:42         |
| 12. | «White Waters»                                         | Симонс      | Янсен, Симонс, Делахайе                            | Feat. Тони Какко (Sonata Arctica) | 4:44         |
| 13. | «Design Your Universe» (~ A New Age Dawns — part VI ~) | Янсен       | Янсен, Делахайе, Янссен                            |                                   | 9:29         |

| №   | Название                               | Текст песни | Музыка                  | Примечания                                  | Длительность |
| --- | -------------------------------------- | ----------- | ----------------------- | ------------------------------------------- | ------------ |
| 14. | «Incentive» (бонус-трек)               | Янсен       | Янсен, Делахайе         |                                             | 4:14         |
| 15. | «Unleashed» (duet version)             | Симонс      | Янссен, Янсен, Делахайе | iTunes bonus track, feat. Аманда Сомервилль | 5:50         |
| 16. | «Nothing’s wrong» (Heideroosjes cover) |             |                         | Японское издание                            | 3:24         |

## Позиции в хит-парадах
| Страна                          | Высшая позиция |
| ------------------------------- | -------------- |
| Top 30 Alternative (Нидерланды) | 1              |
| Нидерланды                      | 8              |
| США (Heatseekers)               | 12             |
| Швейцария                       | 27             |
| Франция                         | 31             |
| Германия                        | 37             |
| Австрия                         | 70             |

## Участники записи
Epica
- Симона Симонс — вокал
- Марк Янсен — ритм-гитара, гроулинг, скриминг
- Исак Делахайе — соло-гитара
- Ив Хутс — бас-гитара
- Коен Янссен — синтезатор, пианино
- Арин Ван Весенбек — ударные, гроул, декламация

Хор
- Сопрано — Linda van Summeren, Bridget Fogle
- Альт — Amanda Somerville, Cloudy Yang
- Тенор — Previn Moore
- Бас — Melvin Edmondsen
- Дополнительный баритон и бас — Simon Oberender, Olaf Reitmeier, Coen Janssen